# ميلان إيليك
ميلان إيليك هو لاعب كرة قدم صربي، ولد في 12 مايو 1987 في كراغوييفاتس في صربيا. لعب مع ميتالوره زابورجيا ونادي أو إف كيه بيوغراد.

## وصلات خارجية
- ميلان إيليك على موقع اتحاد أوكرانيا (الإنجليزية)
- ميلان إيليك على موقع قاعدة بيانات كرة القدم.إي يو (الإنجليزية)
- ميلان إيليك على موقع Soccerbase.com (لاعب) (الإنجليزية)
- ميلان إيليك على موقع Soccerway.com (الإنجليزية)
- ميلان إيليك على موقع عالم كرة القدم.نت (الإنجليزية)